# 哈倫·艾爾-拉昔德·貝
哈倫-艾爾-拉昔德·貝（Harun-el-Raschid Bey)，原名威廉·辛特薩茨 (Wilhelm Hintersatz；1886年5月26日—1963年3月29日）是一名德國軍官及党卫队旗隊領袖。
出生於勃兰登堡省森夫滕贝格附近的阿爾維市（但有部分資料來源聲稱其為奧地利人） :214 。
第二次世界大戰期間，他指揮了黨衛軍的「東突厥武裝衛隊」師（Osttürkischer Waffenverband der SS）。

## 生平
艾爾．拉昔德出生於1886年的布蘭登堡，原名威廉．辛特薩茨，父親為老威廉·辛特薩茨（Wilhelm Hintersatz senior，1855–1937），自1888年起在森夫滕貝格（Senftenberg）擔任首席牧師。他與妻子露易絲（Louise，1857–1940，娘家姓為奧特爾 (Oertel)）育有另一子羅伯特（Robert，*1888），但於五歲時夭折，另有一女露易絲·約翰娜（Louise Johanna，*1898）。
威廉於1905年2月23日在普福爾塔國立學校完成高中學業。五天後，即2月28日，他以軍校生身分加入了位於屈斯特林的普魯士陸軍布蘭登堡第五軍團「馮·斯圖爾普納格爾」第48步兵團。
1906年8月，他晉升為少尉。1909年，他被調往托倫（Thorn）的第2波莫瑞步兵砲兵團（2. Pommerschen Fußartillerie-Regiment Nr. 15）服役，並在服役期間獲頒綬帶救生獎章。這是他一生中34項榮譽和獎章中的第一項。
1912年5月2日，他與礦業總監保羅·施密特（Paul Schmidt）的女兒希爾德加德·凱西莉·施密特（Hildegard Cäcilie Schmidt）結婚，婚禮由新郎的父親證婚；而後於1920年代離婚。
自1913年10月1日起，他進入柏林軍事技術學院（Militärtechnische Akademie）就讀，並於1914年2月17日晉升為上尉，後於1914年7月10日獲頒聖斯坦尼斯勞斯勳章（Sankt-Stanislaus-Orden）。
在第一次世界大戰爆發期間，威廉擔任第九步兵旅司令部擔任傳令官兼法語翻譯官。在1914年9月，他經歷了他在這場戰爭中的第一次受傷後，他接受了飛行員訓練，並於1915年獲得了二級鐵十字勳章後晉升為上尉。
後由於1916年4月在一次風暴飛行中臉部嚴重凍傷，他不得不停止飛行活動，並成為阿爾滕堡飛行學校（第三軍團）的校長，之後他參與了組織芬蘭志願軍，為芬蘭擺脫俄國獨立而戰。為此，他於1920年4月22日被授予芬蘭白玫瑰勳章帶劍二級指揮官級別勳章。
1917年9月，威廉晉升為少校，並被派往土耳其，在那裡學習土耳其語和阿拉伯語。
而此時，他隸屬於普魯士將軍兼鄂圖曼元帥奧托·馮·桑德斯麾下，這位將軍被譽為「加里波利英雄」，威廉對他心生欽佩，後來更為他撰寫了一本美化其生平的傳記，並於1932年在柏林出版。
威廉後來被任命為鄂圖曼帝國陸軍所有機槍事務的總監察長，同時兼任總參謀部（第19部）的處長，並與恩维尔帕夏共事，而由於威廉·辛特薩茨自青年時期便對土耳其和東方感興趣，而據推測，他在土耳其服役期間的1918年間左右改信伊斯蘭教，並將自己改名為哈倫-爾-拉昔德-辛特薩茨（Harun-el-Raschid-Hintersatz），簡稱哈倫-爾-拉昔德·貝（Harun-el-Raschid Bey），之後，他在黨衛軍的服役名單中也以此身份被記錄在案。